# الأسلوب البومبي

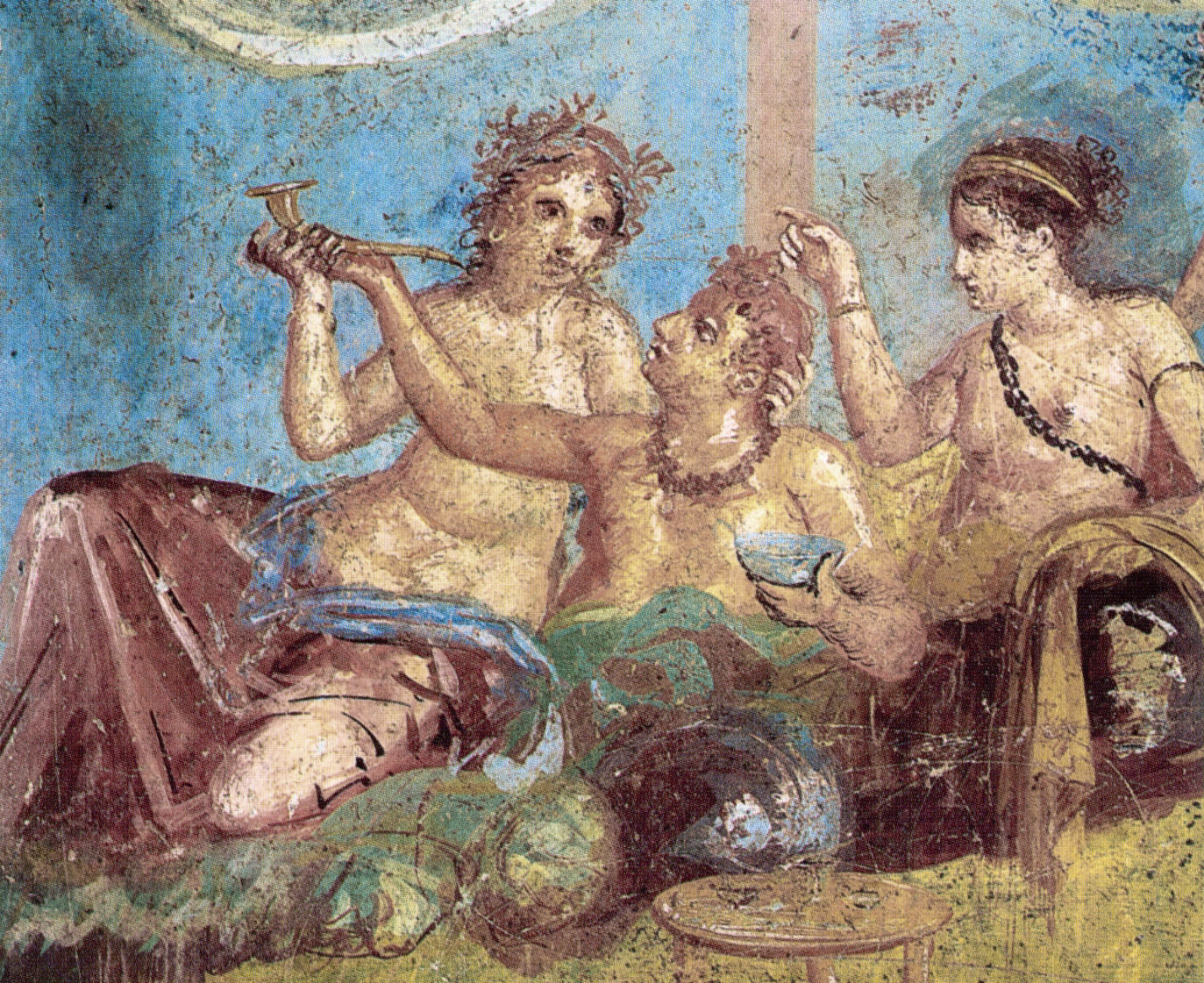
لوحة جدارية رومانية مع مشهد مأدبة من Casa dei Casti Amanti، بومبي

الأنماط البومبية أو الأساليب البومبية هي أربع فترات برزت في الفن الروماني. حددها ووصفها عالم الآثار الألماني أوغست ماو 1840-1909 ، في أثناء التنقيب عن اللوحات الجدارية في بومبي، والتي تعد واحدةً من أكبر المجموعات الباقية من اللوحات الجدارية الرومانية.
سمحت أنماط اللوحات الجدارية لمؤرخي الفن بتحديد المراحل المختلفة من الزخرفة الداخلية في القرون التي سبقت ثوران جبل فيزوف في عام 79 ميلادي، والذي دمر المدينة لكنه حافظ على اللوحات. وُجد تكرار في الموضوعات في سلسلة الأنماط المتتالية بين التغيرات الأسلوبية في الفن الروماني. تعكس اللوحات الازدهار في المنطقة والأذواق المحددة خلال تلك الأوقات.
كان الغرض الرئيسي من هذه اللوحات الجدارية تقليل التصميمات الداخلية للغرف الرومانية، والتي كانت مظلمةً وبلا نوافذ. سطعت من الداخل اللوحات المليئة بالألوان والحياة فجعلت الغرفة أكثر اتساعًا.

## النمط الأول
النمط الأول، المُشار إليه أيضًا باسم النمط الهيكلي أو البنائي، هو الأكثر شعبية من عام 200 إلى 80 قبل الميلاد. تميز بترمبلوي الرخام (تلبيس الرخام)، مع عناصر محاكاة أخرى (مثل: أقراص المرمر المُعلَّقة بخطوط رأسية، وعوارض «خشبية» باللون الأصفر و«أعمدة» و«أفاريز» باللون الأبيض)، واستخدام ألوان مشرقة، وكلها علامات دالة على الثراء. يُعد هذا النمط نسخةً طبق الأصل عن تلك الموجودة في قصور المملكة البطلمية في الشرق الأدنى، إذ كانت الجدران مغطاةً بالأحجار والرخام الحقيقي، ويعكس أيضًا انتشار الثقافة الهلنستية عندما احتلت روما دولًا يونانية وهلنستية أخرى في هذه الفترة. عُثر أيضًا على نسخ طبق الأصل من الجداريات اليونانية. قسم هذا النمط الجدار إلى أنماط متعددة الألوان حلَّت محل الأحجار المكلفة للغاية. استُخدم النمط الأول أيضًا مع أنماط أخرى لتزيين الأجزاء السفلية من الجدران التي لم تكن تُرى مثل الأجزاء العليا.
مثال على ذلك: اللوحة الجدارية في إركولانو (في أواخر القرن الثاني قبل الميلاد).

## النمط الثاني
سيطر النمط الثاني أو النمط المعماري أو «الخداعية» على القرن الأول قبل الميلاد، حيث زُيّنت الجدران بمعالم معمارية وتراكيب ترمبلوي (خداع البصر). بدايةً، تُذكِّر عناصر هذا النمط بالنمط الأول، ولكن تدريجيًا بدأت باستبدال العناصر. تعتمد هذه التقنية تسليط الضوء على العناصر لإبرازها كحقائق ثلاثية الأبعاد -على سبيل المثال، تقسم الأعمدة مساحة الجدار إلى عدة مناطق- وهي طريقة استخدمها الرومان على نطاق واسع.
يتميز باستخدام المنظور التقريبي (لا الرسم المنظوري الدقيق، بسبب احتواء هذا الأسلوب على مفاهيم رياضية وأبعاد علمية مثل التي وُجدت في عصر النهضة) لإنشاء ترمبلوي على لوحات الحائط. واجهت هذه اللوحات الجدارية الطبيعة الخانقة للغرف الصغيرة الخالية من النوافذ في المنازل الرومانية.
بدأ عرض الصور والمناظر الطبيعية على طريقة النمط الأول نحو عام 90 قبل الميلاد، جنبًا إلى جنب مع الدوافع الوهمية والمعمارية. وكانت مهمة الديكور إعطاء أكبر انطباع ممكن من العمق. ظهرت الصور المقلدة، بدايةً في الأقسام العلوية، ثم (بعد عام 50 قبل الميلاد) في خلفية المناظر الطبيعية التي وفرت مساحة للقصص الخرافية أو الأقنعة المسرحية أو الزخارف.
تطور هذا الأسلوب خلال عهد الإمبراطور أوغسطس، إذ وفرت العناصر المعمارية الخاطئة مساحات واسعة لطلاء التراكيب الفنية. وطُوّر هيكل مستوحى من أجهزة المسرح المتقدمة  مُحاط بلوح مركزي كبير وإطارين أصغر. استمر الاتجاه الوهمي في هذا النمط بوجود الجدران مع عناصر أو مشاهد معمارية مرسومة. استحوذت عناصر المناظر الطبيعية في النهاية على الجدار بأكمله، دون جهاز تأطير. في الأساس، كان النمط الثاني الأكثر تطورًا نقيضَ النمط الأول. كان الهدف تحطيم الجدار لإظهار المشاهد الطبيعية والعالم الخارجي بدلًا من حصر الجدران وتعزيزها. يأتي جزء كبير من عمق النمط الثاني الناضج من استخدام المنظور الجوي الذي يبدي انطباع ظهور الأجسام بعيدًا. وبالتالي، فإن المقدمة متقنة إلى حد ما في حين تكون الخلفية أرجوانية وزرقاء ورمادية.
تُعد لوحة أسرار ديونيزيان في فيلا الألغاز واحدةً من أكثر القطع المعترف بها والفريدة من نوعها المُمثلة للنمط الثاني. يصور هذا العمل جماعة ديونيويان المؤلفة بمعظمها من النساء، لكن مع ذلك، كان في المشهد صبي واحد.

## النمط الثالث
كان النمط الثالث، أو النمط المزخرف شائعًا بين عامي 20-10 قبل الميلاد كرد فعلٍ على قسوة الفترة السابقة. يترك هذا النمط مجالًا لمزيد من الزخرفة الرمزية والملونة، وغالبًا ما يقدم براعة كبيرة في التنفيذ. اشتُهر عادةً بالأناقة والبساطة.
كانت السمة الرئيسية في هذا النمط الخروج عن الوسائل الوهمية، على الرغم من أنها تسللت لاحقًا إليه (بالإضافة إلى التمثيل المجازي). واتبع قواعد صارمة حول التماثل الذي تُمليه العناصر المركزية، وتقسيم الجدار إلى 3 مناطق أفقية و3-5 مناطق عمودية. تُقسم المناطق الرأسية بزخارف أو قواعد هندسية، أو أعمدة نحيلة من الأوراق معلقة حول الشمعدانات. ظهرت في الخلفية زخارف دقيقة من الطيور أو الحيوانات شبه الخيالية. أُدخلت النباتات والحيوانات المصرية المميزة في كثير من الأحيان، وهي جزء من الهوس بالمصريات في الفن الروماني بعد هزيمة أوغسطس لكليوباترا وضم مصر في عام 30 قبل الميلاد.
زُيّنت هذه اللوحات بأوهام خطية دقيقة، أحادية اللون، حلت محل العوالم ثلاثية الأبعاد من النمط الثاني. من الأمثلة على ذلك: فيلا ليفيا في بريما بورتا خارج روما (نحو 30-20 قبل الميلاد). يوجد أيضًا في هذا النمط لوحات مماثلة لتلك الموجودة في الحجرة رقم 15 في فيلا أغريبا بوستوموس في بوسكوتريكاسي (نحو 10 قبل الميلاد). يتضمن ذلك إطارًا معماريًا دقيقًا فوق خلفية فارغة أحادية اللون مع مشهد صغير في الوسط، مثل منظر طبيعي عائم صغير. وجدت في روما في عام 40 ميلادي، وفي منطقة بومبي في عام 60 ميلادي.

## النمط الرابع
تميز برد الفعل الباروكي على تكلف النمط الثالث، إذ كان النمط الرابع في اللوحة الجدارية الرومانية (نحو 60-79 ميلادي) عمومًا أقل زخرفةً من قبل، ومع ذلك، كان أكثر تعقيدًا بكثير. أعاد إحياء  اللوحة السردية والمشاهد البانورامية على نطاق واسع، مع الاحتفاظ بالتفاصيل المعمارية للأسلوبين الأول والثاني. سيطرت جودة تشبه النسيج خلال فترة حكم السلالة اليوليوكلاودية (نحو 20-54 ميلادي). استُخدمت الألوان مرةً أخرى للاستفادة من تصوير المشاهد المستمدة من الأساطير.
شكَّل الشعور العام بالجدران عادةً ما يشيه الفسيفساء من الصور ذات الإطار التي كانت تغطي الجدران بأكملها. تميل المناطق السفلية من هذه الجدران إلى أن تكون من النمط الأول. استُخدمت الألواح أيضًا مع تصاميم نباتية على الجدران. تُعد غرفة لكسيون في بيت فيتي من أفضل الأمثلة على النمط الرابع في بومبي. إحدى أكبر المساهمات التي شُوهدت في النمط الرابع هي ازدهار الطبيعة الصامتة مع إضافة مساحة وضوء كثيفين. لم يُرَ لهذا النمط مثيل أبدًا حتى ظهور الديكورين الهولندي والإنجليزي في القرنين السابع عشر والثامن عشر.

## الروابط خارجية
- [https://web.archive.org/web/20140611040828/http://www.metmuseum.org/pubs/bulletins/1/pdf/3269139.pdf.bannered.pdf "Painting in Rome and Pompeii", Metropolitan Museum Bulletin